# Abstrakt Algebra (album)
Abstrakt Algebra è il primo ed ultimo album in studio della metal band Abstrakt Algebra, pubblicato nel 1995 dalla Megarock Records.

## Il disco
È il primo album degli Abstrakt Algebra: tutti i brani sono composti e scritti dal bassista e leader del gruppo Leif Edling.
La particolarità di questo album sono il contenuto dei testi, difficilmente comprensibili, e le strane melodie che li accompagnano. Il sound è una specie di ibrido fra prog e doom metal.
Disco complesso, vista la difficoltà di interpretazione è stato pressoché difficile per anni dargli un seguito, seguito che si credeva non sarebbe mai arrivato, ma che giunse inaspettatamente tredici anni dopo con Abstrakt Algebra II.

## Tracce
1. Stigmata – 5:42
2. Shadowplay – 5:19
3. Nameless – 5:34
4. Abstrakt Algebra – 7:25
5. Bitter Root – 7:02
6. April Clouds – 7:56
7. Vanishing Man – 5:31
8. Who What Where When – 15:22

## Formazione
- Leif Edling - basso
- Mats Levén - voce
- Mike Wead - chitarra
- Simon Johansson - chitarra
- Jejo Perkovic - batteria
- Carl Westholm - tastiera